# Comité national routier
Pour les articles homonymes, voir CNR.
Le Comité national routier (CNR) est l'observatoire économique français du marché de transport routier de marchandises. Il est chargé de mener des études et des analyses économiques sur le marché du transport routier de marchandises, et en particulier de suivre l'évolution des coûts d'exploitation dans ce secteur.
Il a été créé en 1949 dans le cadre de la mise en place d'une politique nationale de coordination des transports. Son conseil d'administration comprend 21 membres dont 14 issus de la profession et 7 désignés par le ministre des Transports.